# Ataköy Athletics Arena

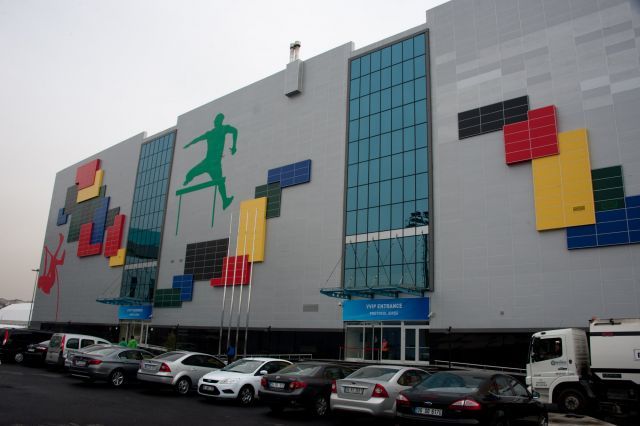

Ataköy Athletics Arena (em turco:  Ataköy Atletizm Salonu), é uma arena de atletismo coberta, localizada em Ataköy, Bakırköy, Istanbul, Turquia.
Foi construída especialmente para o Campeonato Mundial de Atletismo em Pista Coberta de 2012, que foi realizado de 9-11 de Março de 2012. A arena foi a primeiro arena coberta de atletismo do país. Na Candidatura de Istambul para os Jogos Olímpicos de Verão de 2020, este local foi discutido para a realização de eventos como o judô e o taekwondo.
A arena possui 125 m de comprimento, 87 m de largura e 27 m de altura; cobrindo uma área de 10.875 m².
Ataköy Athletics Arena possui uma pista o val de 200 m, com seis faixas de rodagem; 8 pistas retas de 60 m; e campo para as provas de arremesso de peso, salto em altura, salto com vara, salto em distância/triplo para o campo eventos.
It has a total seating capacity of 7,450 consisting of 5,040 spectator seats, 590 VIP seats, 206 VVIP seats, 141 seats with table for TV commentators, 230 seats with table for press, and 144 seats with desk for photo editors and press. In addition, there are 560 seats for team stands and 60 seats for coaches
Ele tem uma capacidade total de 7.450, consistindo de assentos 5.040 espectadores, 590 lugares VIP, 206 assentos VVIP, 141 lugares com mesa de comentaristas de TV, 230 lugares com mesa para a imprensa, e 144 assentos com mesa para editores de fotografia e de imprensa. Além disso, há 560 lugares para stands de equipe e 60 lugares para treinadores.

## Eventos
| Ano  | Torneio/Concerto                                 | Data               |
| ---- | ------------------------------------------------ | ------------------ |
| 2012 | Turkish National Indoor Championships            | 27–29 de Janeiro   |
| 2012 | Balkan Countries Indoor Championships            | 18–20 de Fevereiro |
| 2012 | Campeonato Mundial de Atletismo em Pista Coberta | 9–11 de Março      |
| 2012 | Sensation Turkey 'Wicked Wonderland'             | 13 de Outubro      |
| 2012 | Jennifer Lopez                                   | 14 de Novembro     |
| 2012 | Sting                                            | 26 de Novembro     |